# Tiganophyton karasense
Tiganophyton karasense este o specie de plante din genul Tiganophyton, familia Tiganophytaceae, din ordinul Brassicales. Specia a fost descrisă în anul 2020, în urma identificării sale în Namibia în 2010, ceea ce a dus la propunerea sa ca specie nouă, clasificată într-un gen nou și o familie nouă. Crește ca un arbust pitic sempervirescent și a fost întâlnită până acum în doar trei localități din regiunea Karas, o regiune aridă din sudul Namibiei.